# Тростянецкий городской совет
Тростянецкий городской совет (укр. Тростянецька міська рада) — входит в состав
Тростянецкого района
Сумской области
Украины.
Административный центр городского совета находится в 
г. Тростянец
.

## Населённые пункты совета
- г. Тростянец